# Löwenstein-Wertheim

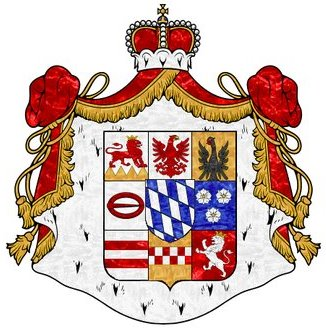
Stemma dei Löwenstein-Wertheim-Rosenberg

Stemma dei Löwenstein-Wertheim-Rochefort

Löwenstein-Wertheim fu una contea del Sacro Romano Impero, parte della provincia della Franconia. Era formata dalle contee di Löwenstein, con capoluogo la città di Löwenstein, e di Wertheim, con capoluogo la città di Wertheim am Main. La contea venne soppressa nel 1806 o meglio subì l'annessione (mediatizzazione) nel riordino degli Stati tedeschi.

## Storia

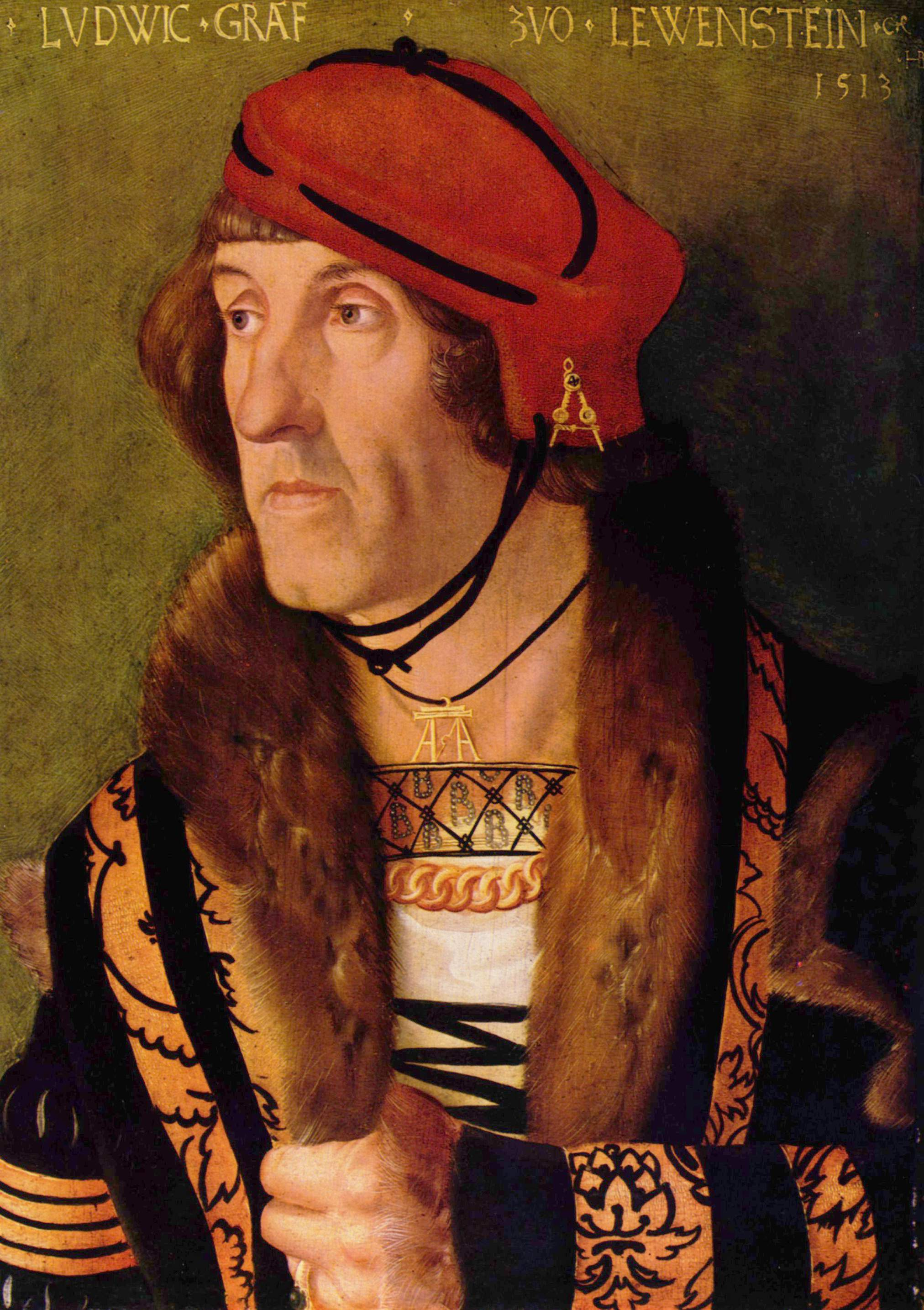
Luigi I, Conte di Löwenstein (1494–1524), figlio morganatico di Federico I, Elettore Palatino

La contea venne affidata ad un ramo della famiglia dei conti di Calw prima del 1281, quando passò al re Rodolfo I d'Asburgo, che a sua volta la cedette al figlio naturale Alberto. Nel 1441 Enrico, discendente di Alberto, la vendette a Federico I del Palatinato.
Come contea indipendente Löwenstein-Wertheim si distaccò dai Wittelsbach palatini del ramo di Heidelberg nel 1471 con Ludwig, nato dal matrimonio morganatico tra Federico I, elettore palatino, e Klara Tott di Augusta. Ludwig nel 1488 ricevette dall'elettore Philipp sia la contea di Löwenstein che le signorie di Scharffeneck e Abstatt, mentre nel 1494 diviene conte dell'impero. Il figlio di Ludwig, Friedrich, fratello minore di Ludwig II, diviene conte di Scharffeneck. A lui succedono Wolfgang I, nato nel 1571 e Georg Ludwig, deceduto nel 1633, con il quale si estingue la linea. Attorno al 1613 Ludwig III, conte di Rochefort, perduta l'omonima contea, aggiunge al cognome quello della contea sovrana rimasta: Wertheim, mantenendo anche la signoria di Klein Heubach sul Meno. Alla sua morte la famiglia del conte si divide dei due rami di, la casa comitiale di L. Wertheim Virneburg poi Freudenberg e la casa comitale e principesca di Löwenstein Wertheim Rochefort

### Casa comitale di Löwenstein-Werthein-Virneburg, poi Fraudeberg
Il ramo protestante inizia con il conte Christoph Ludwig ed Elisabeth, contessa ereditaria von Manderscheid Schleiden und Virneburg che acquista la contea di Virneburg nella Renania (Eifel) aggiungendolo nel 1600 al proprio nome, dopo aver acquisita la contea di Wertheim dall'ultima erede Dorothea Walpurga. Nel 1613 gli è confermata la comproprietà familiare sulla contea di Wertheim. Friedrich Ludwig, alleato del Palatinato calvinista, nel 1622 viene privato dei possessi, ma li riacquista nel 1648, eccetto Abstatt e Wildeck ceduti al ramo cadetto dei Rochefort. Hanno un voto nella dieta del circolo di Franconia e un voto collegiale nel collegio dei conti di Franconia e di Westfalia. Nel 1721 la famiglia si divide nelle due linee di Vollrath e di Karl. Con la convenzione del 14 aprile 1767 viene definita la successione per primogenitura, riconosciuta nel 1781. Dal 1424 al 1773 regnano sulla signoria di Saffenburg (Ahrweiler) poi ceduta al duca von Arenberg. Dal 1746 al 1806 sono comproprietari della contea di Limpurg Speckfeld. La contessa Karoline Christine, contrae matrimoni nel 1737 con il conte Christian von Pueckler, e governa su parte della contea di Limpurg Speckfeld. Ultimi conti sovrani sono: Johann Ludwig Vollrath, dal 1746 eredita con i fratelli la contea di Limpurg Speckfeld. Johann Karl Ludwig, dal 1786 è sovrano anche della contea condominiale di Limpurg Speckfeld e dal 1790 sul resto dei feudi di Friedrich Ludwig, e di Friedrich Karl Gottlieb poi principe bavarese. Con le annessioni francesi della Renania, Johann Karl Ludwig, riceve, nel 1798 quale indennizzo per la perduta Virneburg il baliaggio di Freudenberg sul Meno (Monsbach), divenendone il 25 Febbraio 1803 conte correggente, e l'abbazia sovrana di Gruenau. Fu oggetto di contrattazione nel 1801, cedendo il Wertheim al Baden, porzioni di Limpurg, Obersontheim e Michelbach, al Württemberg, il baliaggio di Triefenstein al principato di Aschaffenburg divenendo, nel 1812, con il cugino Friedrich Karl, la cui linea si estingue nel 1852, principe zu Löwenstein Wertheim Freudenberg in Baviera, poi l'anno successivo nel Württemberg col il titolo di Durchlaucht, riconosciuto nella Dieta Germanica del 18 Agosto 1825.

### Casa comitale e principesca di Löwenstein-Wertheim-Rochefort
Il ramo cattolico, che nel 1574 acquista per matrimonio dagli Stolberg la contea di Rochefort, viene generato nel 1585 dal conte Johann Dietrich, che si converte al cattolicesimo, divenendo nel 1608 conte co-reggente di Rochefort, poi conte reggente nel 1636 alla morte del fratello Wolfgang Ernst. Gli succede Ferdinand Karl, che acquista nel 1632 l'abbazia di Grünau in condominio con la linea di Virneburg, ricevendo dall'imperatore il baliaggio di Abstatt e la signoria di Scharffeneck, tolte nel 1622 ai Virneburg. Maximilian Karl Albrecht acquista la signoria di Saffenburg e il 3 Aprile 1711 viene elevato alla dignità principesca personale, feudo nel Lussemburgo, esteso con il titolo di Hochgeboren agli eredi, signori di Breuberg e conti di Püttlingen e Wertheim, con patente imperiale del 3 aprile 1712. Dominik Marquard è secondo principe, e nel 1730 acquista la signoria di Rosenberg, feudo del vescovo di Wuerzburg, mantenendo il voto personale alla Dieta. Finalmente, dopo 150 anni di dispute familiari, con un accordo del 9 Luglio 1755 la famiglia divide i possessi della Vallonia con i conti von Stolberg: i conti ricevono la contea di Rochefort ed altre proprietà vicine, mentre ai Loewenstein rimangono Cugnon, Chassepierre, Herbeumont, Orego, Havresse, La Feuilly. Nel 1768 viene definito il diritto di primogenitura. Il principe Dominik Konstantin con l'invasione francese perde la contea di Puettlingen e le signorie di Scharffeneck, Cugnon, Herbeumont, Agimont, Chassepierre e ½ signoria di Neufchateau. Alla pace di Luneville, del 1801, come indennizzo riceve Wörth, Trennfurt, e il baliaggio di Rothenfels, nella Bassa Franconia, a titolo di contea, poi assorbita nel 1806 dal principato di Ratisbona, l'abbazia di Bronnbach, Neustadt am Mein, Holzkirchen, Thalheim, e varie indennità economiche. Mantiene invece i feudi di Breuberg, Habitzheim, Klein Heubach, Laudenbach, poi mediatizzati il 25 Febbraio 1803 con il cambiamento del nome in Löwenstein Wertheim Rosenberg. Lo stato principesco, la cui residenza sovrana è a Kleinheubach sul Meno, viene mediatizzato nel 1806 ed assorbito dal Württemberg con le due exclaves in Baviera e nel Baden. Nel 1825 gli è riconosciuto il titolo di Durchlaucht. Tra i membri principali della famiglia: Maximilian Karl Albert, figlio del conte Ferdinand Karl e di Marianna von Fuerstenberg, è fedele dell'imperatore, ed amministratore austriaco della Baviera, quando viene designato principe, durante la sua occupazione. Diviene poi governatore generale dello stato di Milano, ove muore.

## Sovrani di Löwenstein

### Conti di Löwenstein (1494–1541)

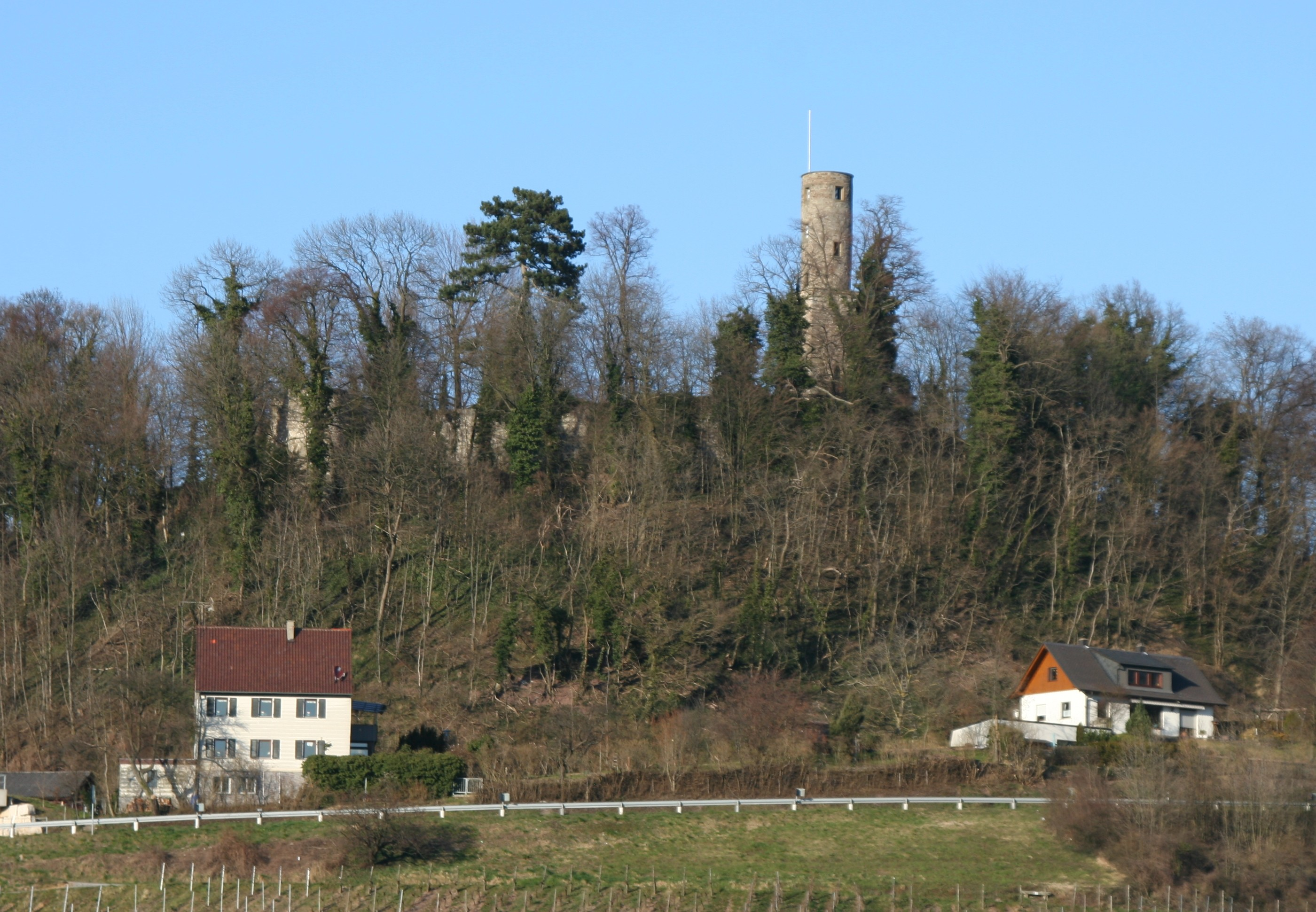
Rovine del Castello di Löwenstein

- Luigi I: 1494–1524.
- Luigi II: 1524–1536.
- Federico I: 1536–1541.

### Conti di Löwenstein-Scharffeneck (1541–1633)
- Volfango I: 1541–1571, primogenito di Federico I, divenne anche Conte di Schafferneck.
- Volfango II: 1571–1596.
- Giorgio Luigi: 1596–1633.

Giorgio Luigi morì senza eredi maschi, e la contea passò alla linea di Virneburg. La sua unica figlia Maria Cristina di Löwenstein-Scharffeneck (1625–1673) sposò Gabriele Oxenstierna, Conte di Korsholm e Vaasa (1619–1673). I successivi conti di Korsholm e Vaasa furono loro discendenti.

### Conti di Löwenstein-Wertheim (1541–1636)

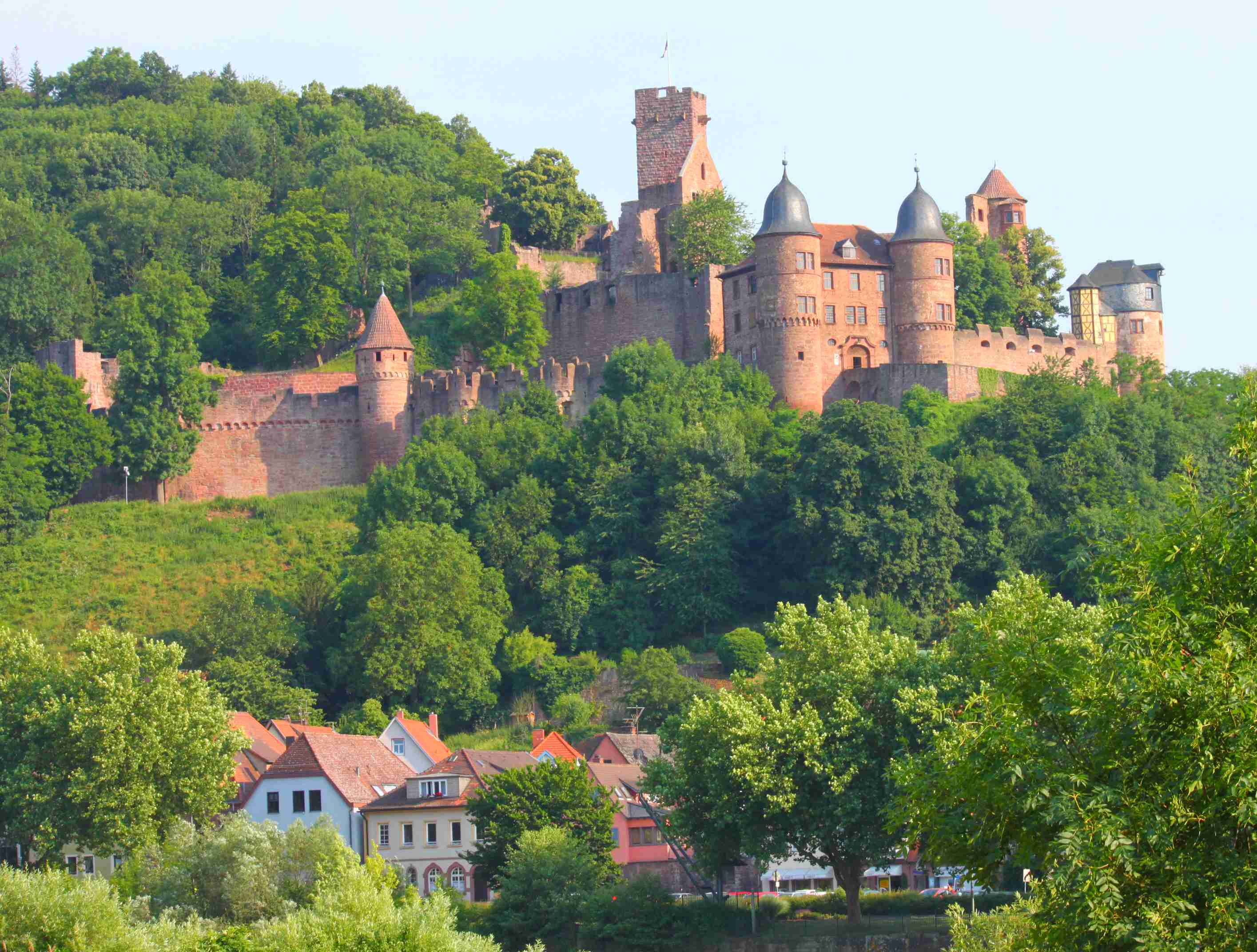
Castello di Wertheim am Main.

- Luigi III: secondogenito di Federico I, dal 1541 fu Conte di Löwenstein assieme al fratello Volfango I; nel 1574, per matrimonio, divenne co-reggente delle Contee di Wertheim am Main e di Rochefort.
- Luigi IV: secondogenito di Luigi III, Conte di Löwenstein-Wertheim dal 1611 al 1635 assieme ai fratelli.
- Volfango Ernesto: terzogenito di Luigi III, Conte di Löwenstein-Wertheim dal 1611 al 1636 assieme ai fratelli; fu anche co-reggente della Contea di Rochefort.

La linea si estinse con Luigi IV e Volfango Ernesto: il primo non ebbe eredi, mentre l'unica erede e figlia di Volfango Ernesto fu Dorotea Walpurga di Löwenstein-Wertheim (1628–1634) che gli premorì. La loro eredità fu divisa tra i fratelli sopravvissuti, il primogenito Cristoforo Luigi, capostipite della linea di Löwenstein-Wertheim-Virneburg, e il quartogenito Giovanni Teodorico, capostipite della linea di Löwenstein-Wertheim-Rochefort.

### Linea di Löwenstein-Wertheim-Virneburg, poi Freudenberg (1611–oggi)

#### Conti di Löwenstein-Wertheim-Virneburg (1611–1812)
- Cristoforo Luigi: primogenito di Luigi III, fu Conte di Löwenstein-Wertheim dal 1611 al 1618; divenne reggente di Virneburg per matrimonio.
- Federico Luigi 1618–1657.
- Luigi Ernesto 1657–1681.
- Gioacchino Federico 1681–1689.
- Eucario Casimiro 1689–1698.
- Enrico Federico 1698–1721.
- Giovanni Luigi Vollrath 1721–1790.
- Giovanni Carlo Luigi 1790–1812.
  - Federico Carlo di Löwenstein-Wertheim-Freudenberg 1779–1812

Titolo cambiato in Principe di Löwenstein-Wertheim-Freudenberg

#### Principi di Löwenstein-Wertheim-Freudenberg (1812–oggi)
- Giovanni Carlo Luigi 1812–1816.

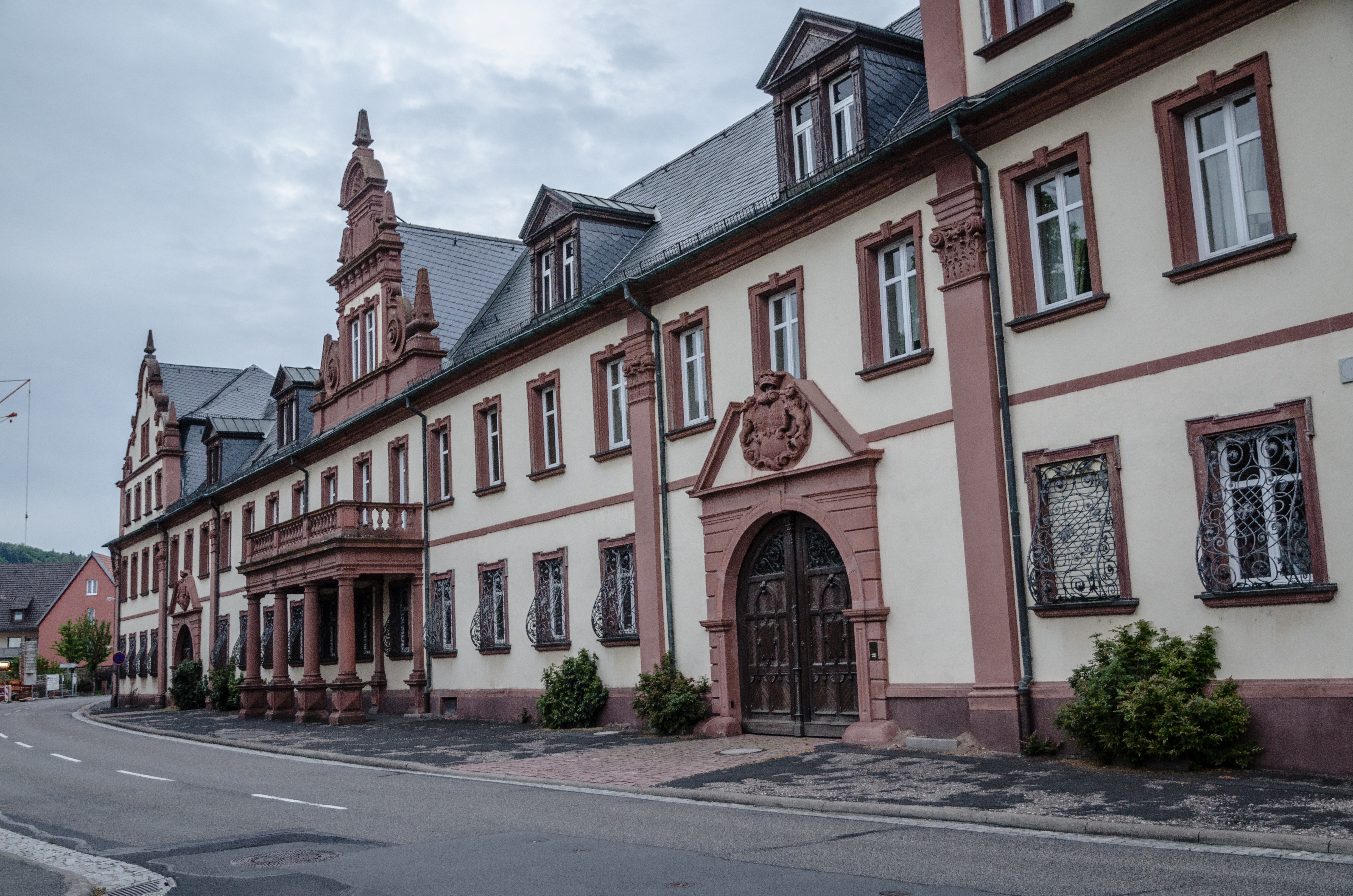
Castello di Kreuzwertheim, residenza dei principi di Löwenstein-Wertheim-Freudenberg dal 1736

  - Friedrich Karl zu Löwenstein-Wertheim-Freudenberg 1812-1825
  - Giorgio 1816–1855.
- Adolfo 1855–1861.
- Guglielmo 1861–1887.
- Ernesto Albano Luigi 1887–1918/1931
- Udo 1931–1980.
- Alfredo Ernesto 1980 – 2010
- Luigi 2010 -

### Linea di Löwenstein-Wertheim-Rochefort, poi Rosenberg

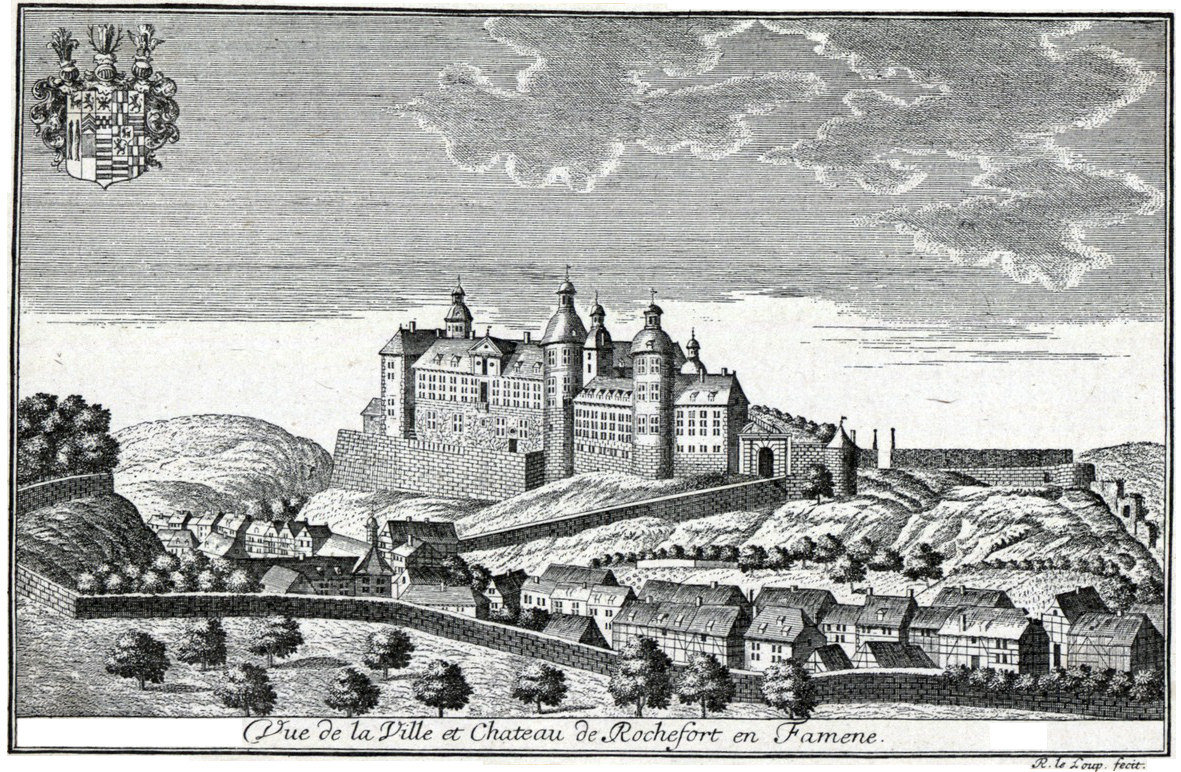
Rochefort, Belgio

#### Conti di Löwenstein-Wertheim-Rochefort (1611–1712)
- Giovanni Teodorico: quartogenito di Luigi III, fu Conte di Löwenstein-Wertheim dal 1611 al 1644 coi fratelli; co-reggente della Contea di Rochefort dal 1611 al 1636, unico Conte dal 1636 alla morte.
- Ferdinando Carlo 1644–1672.
- Massimiliano Carlo Alberto 1672–1712

Titolo cambiato in Principe di Löwenstein-Wertheim-Rochefort

#### Principi di Löwenstein-Wertheim-Rochefort (1712–1803)
- Massimiliano Carlo Alberto 1712–1718.
- Domenico Marquardo 1718–1735.
- Carlo Tommaso 1735-1789.
- Domenico Costantino 1789–1803.

Titolo cambiato in Principe di Löwenstein-Wertheim-Rosenberg

#### Principi di Löwenstein-Wertheim-Rosenberg (1803–oggi)

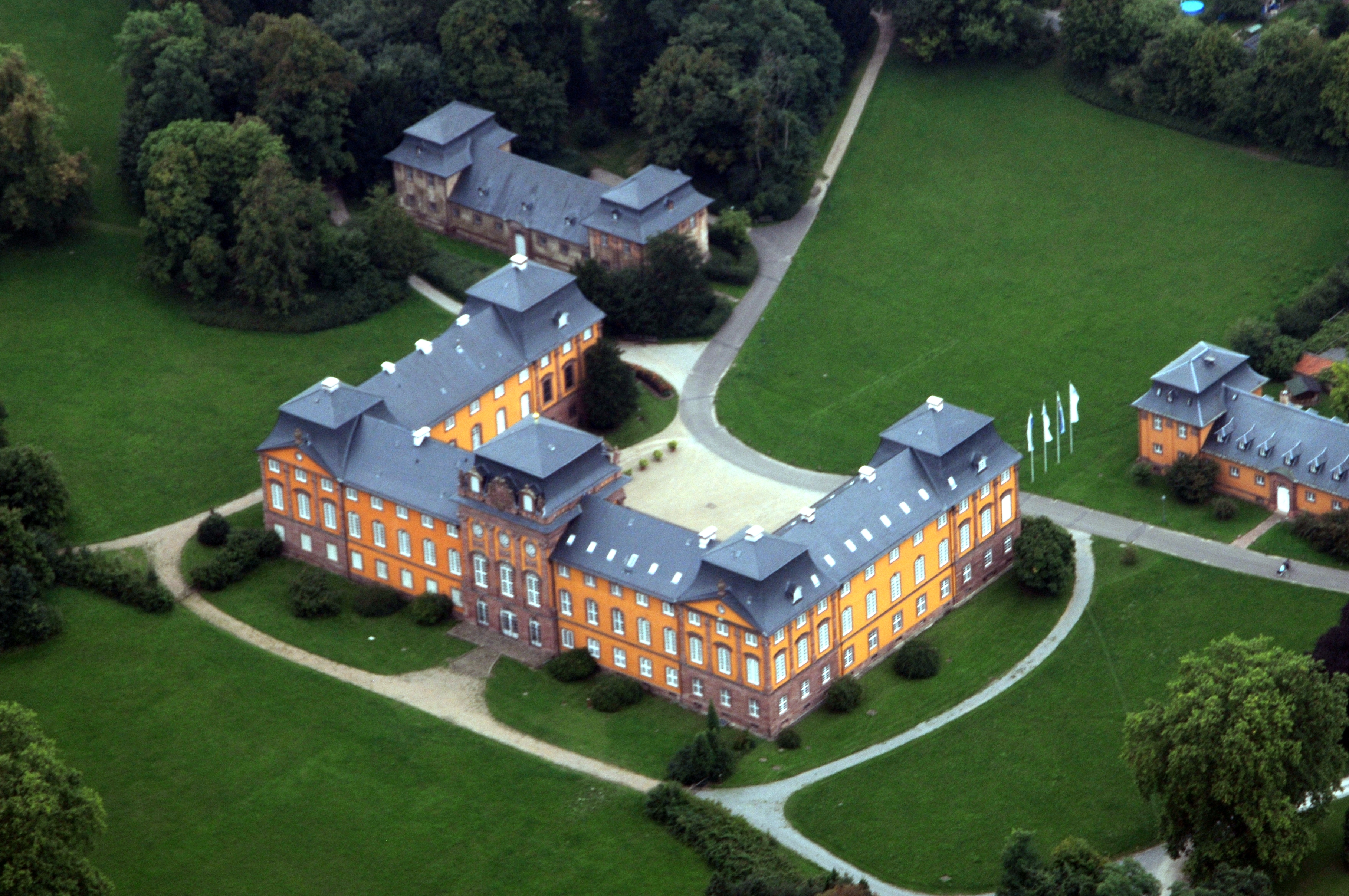
Castello di Kleinheubach, residenza dei principi di Löwenstein-Wertheim-Rosenberg dal 1720

- Domenico Costantino 1803–1814.
- Carlo Tommaso 1814–1849.
- Carlo I 1849–1908
- Aloisio 1908–1952.
- Carlo II 1952–1990.
- Aloisio Costantino 1990–oggi